# Prietenie

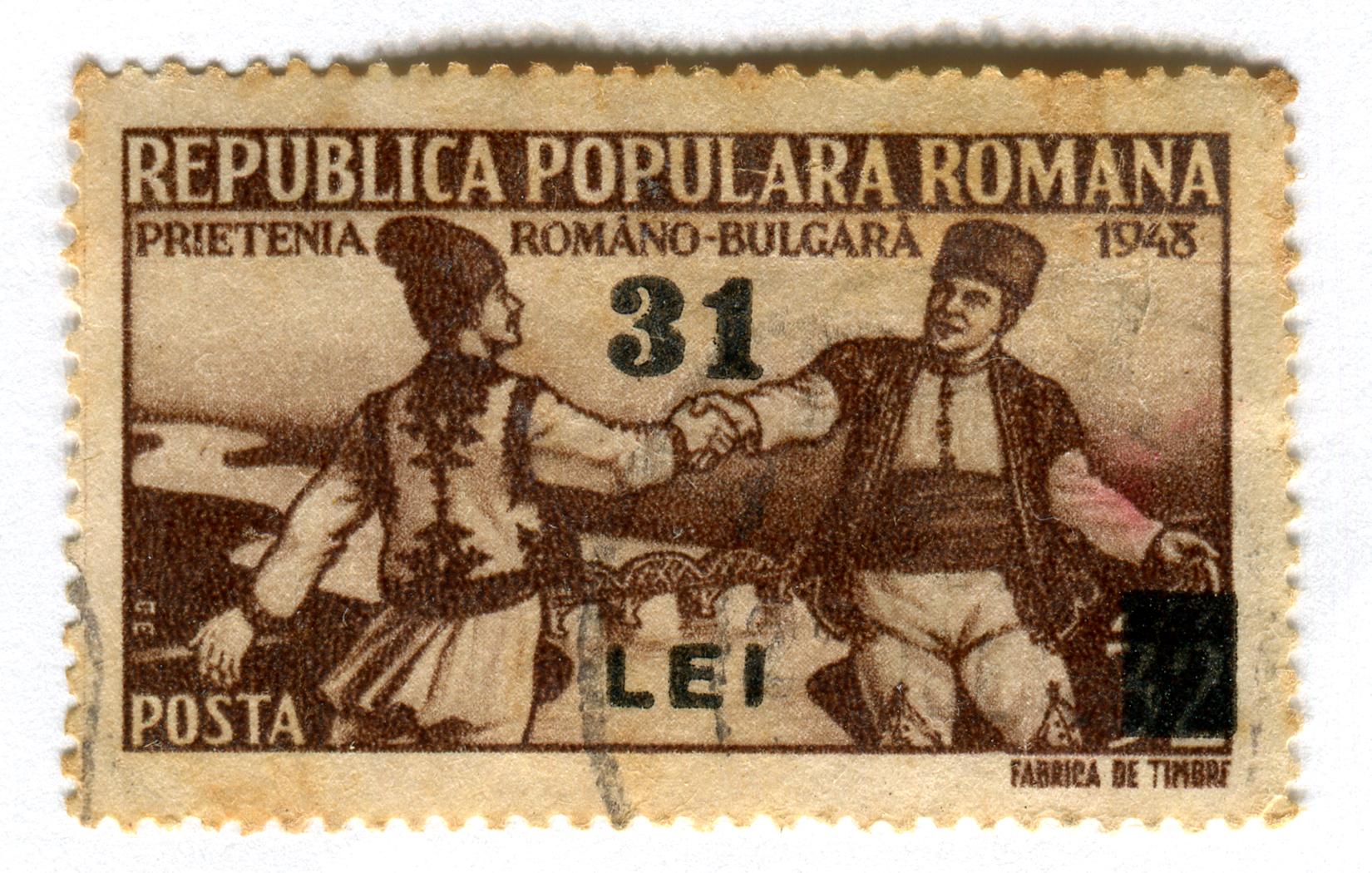
Prietenie

Prietenia este o relație afectivă  și de cooperare între ființe umane, care se caracterizează prin sentimente de simpatie, respect, afinitate reciprocă. Prietenia presupune o atitudine de bunăvoință reciprocă, suport reciproc la nevoie sau în criză de loialitate, buna-credință și altruism. Relația de prietenie se bazează pe încrederea reciprocă. Opusul prieteniei este dușmănie.
Prietenia este manifestată prin oricare din calitățile următoare:
- Prietenul la nevoie se cunoaște. (proverb)
- dorința de bine pentru cealaltă persoană
- simpatie
- onestitate, chiar și în situații în care alții s-ar feri să spună adevărul
- înțelegere reciprocă
- compasiune
- încredere reciprocă
- ajutor în situații de cumpănă
- bucurie de prezența celeilalte persoane

Aristotel spunea că există 3 tipuri de prietenii:
1. Prietenia din interes - unde primează ajutorarea mutuală, utilitate și beneficiile pe care cele două persoane le au în urma prieteniei. Acestea apar de regulă când oamenii sunt de ajutor unii altora, de exemplu relația dintre șef și angajat, colegi de muncă etc.
2. Prietenia bazată pe afinități - în acest tip de interacțiuni plăcerile și pasiunile întrețin relația de prietenie, de pildă doi oameni sunt prieteni pentru că le place să joace fotbal/ să citească / să meargă la același tip de evenimente etc.
3. Prietenia adevărată - destul de greu de găsit, în care oamenii se iubesc și se apreciază pentru ceea ce sunt, neinteresat și necondiționat și în care se ajută reciproc să devină persoane mai bune.

De ce se sting prieteniile sau revin la stadiul de cunoștințe, deoarece ca orice relație socială, prieteniile au la bază schimburi ce mențin echilibrul între două sau mai multe persoane și constau între a da, a primi, a cere și a oferi.
Conform studiilor cele mai întâlnite motive din cauza cărora, majoritatea relațiilor se sting sau revin la stadiul anterior, adică cel de cunoștințe, sunt:
- una dintre persoanele care formează legătura de prietenie să nu perceapă interacțiunea ca fiind echitabilă;
- este normal ca uneori să avem nevoie de ajutor de la celălalt, însă dacă acest lucru se întâmplă constant, și numai unul dintre cei doi oferă - timp, atenție, compasiune, bani - echilibrul scade până dispare;
- stilul de viață a unuia dintre cele două persoane;
- probleme psihologice nerezolvate.

Prietenia adevărată se bazează pe a da, a primi, a cere și a oferi!

Note
1. ↑  en „Definition for friend”. Oxford Dictionaries. Oxford Dictionary Press. Arhivat din original la 11 iunie 2012. Accesat în 25 mai 2012.
2. ↑  [smartliving.ro „Relatiile de prietenie sunt stalpii pe care ne putem baza oricand”] Verificați valoarea |url= (ajutor). Psiholog Carmen Vasile. Accesat în 10 martie 2024. Verificați datele pentru: |access-date= (ajutor)